# 埃尼察峰
埃尼察峰（英語：Enitsa Peak）

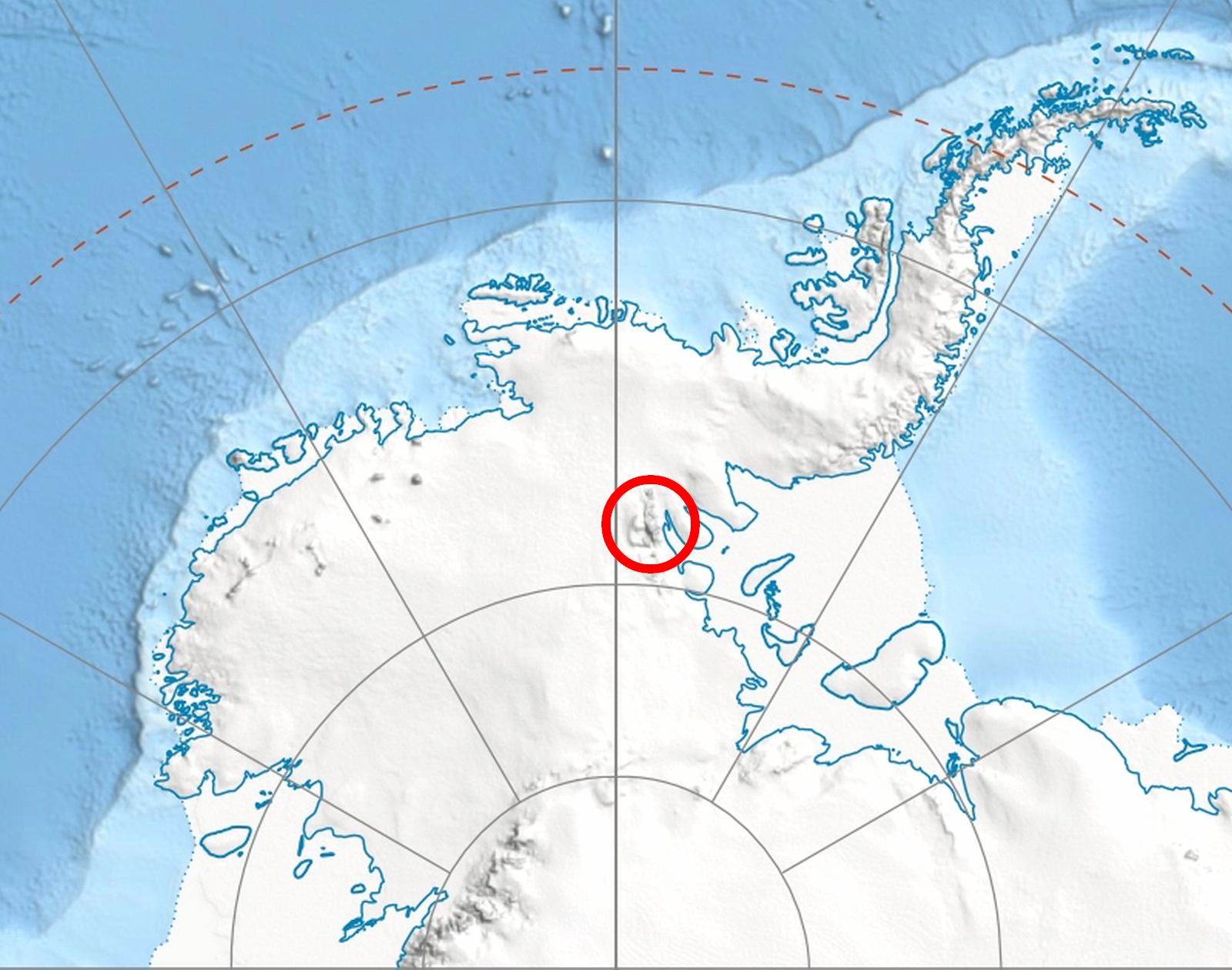

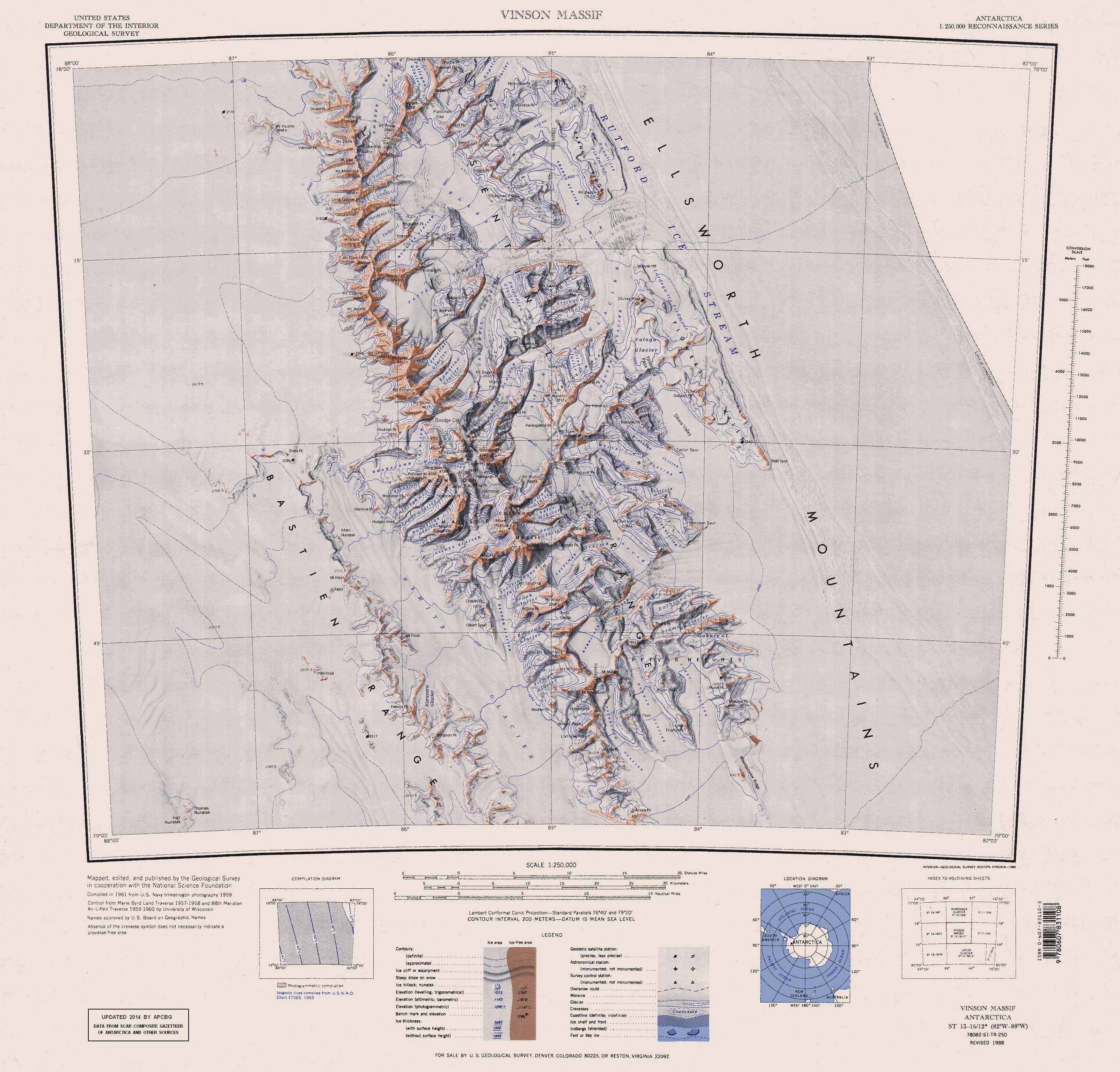

是南極洲的山峰，位於埃爾斯沃思地，處於韋爾西尼基亞峰西北面4.23公里，屬於埃爾斯沃思山脈中森蒂納爾嶺的一部分，東南面是魯姆亞納冰川，西北面是德柳冰川，海拔高度2,500米，以保加利亞的北部鄉鎮命名，現時由南極條約體系管理。